# 林格冰川
林格冰川（英語：Ringer Glacier），是南極洲的冰川，位於維多利亞地的斯科特海岸，全長9公里，流經聖約翰斯山脈東北坡，最終注入米勒冰川，現時由南極條約體系管理。